# Tellina linguafelis
Tellina linguafelis is een tweekleppigensoort uit de familie Tellinidae. De wetenschappelijke naam werd gepubliceerd in 1758 door Carl Linnaeus in de tiende editie van Systema naturae.